# Indonesische Badmintonmeisterschaft 1967
Die Indonesische Badmintonmeisterschaft 1967 fand in Jakarta statt. Es war die elfte Austragung der nationalen Meisterschaften von Indonesien im Badminton.

## Titelträger
| Disziplin    | Sieger                  |
| ------------ | ----------------------- |
| Herreneinzel | Muljadi                 |
| Dameneinzel  | Minarni                 |
| Herrendoppel | Tan Joe Hok A. P. Unang |
| Damendoppel  | Retno Koestijah Minarni |
| Mixed        | nicht ausgetragen       |